# Abtei Ten Putte
Die Abtei Ten Putte (nl. Abdij Ten Putte) befindet sich drei Kilometer westlich der belgischen Stadt Gistel. Sie wurde um einen Teich herum gebaut, in welchen 1070 die heilige Godeleva geworfen wurde. Die Gebäude und die sie umgebenden Mauern sind weiß gekalkt. Besucher können den Teich, welcher als Brunnen eingefasst wurde, den Kerker, in dem die Heilige eingesperrt gewesen sein soll, die Kapelle, in welcher sie ein Wunder vollbracht haben soll, die Abteikirche und ein Museum über Godeleva besuchen.

## Geschichte

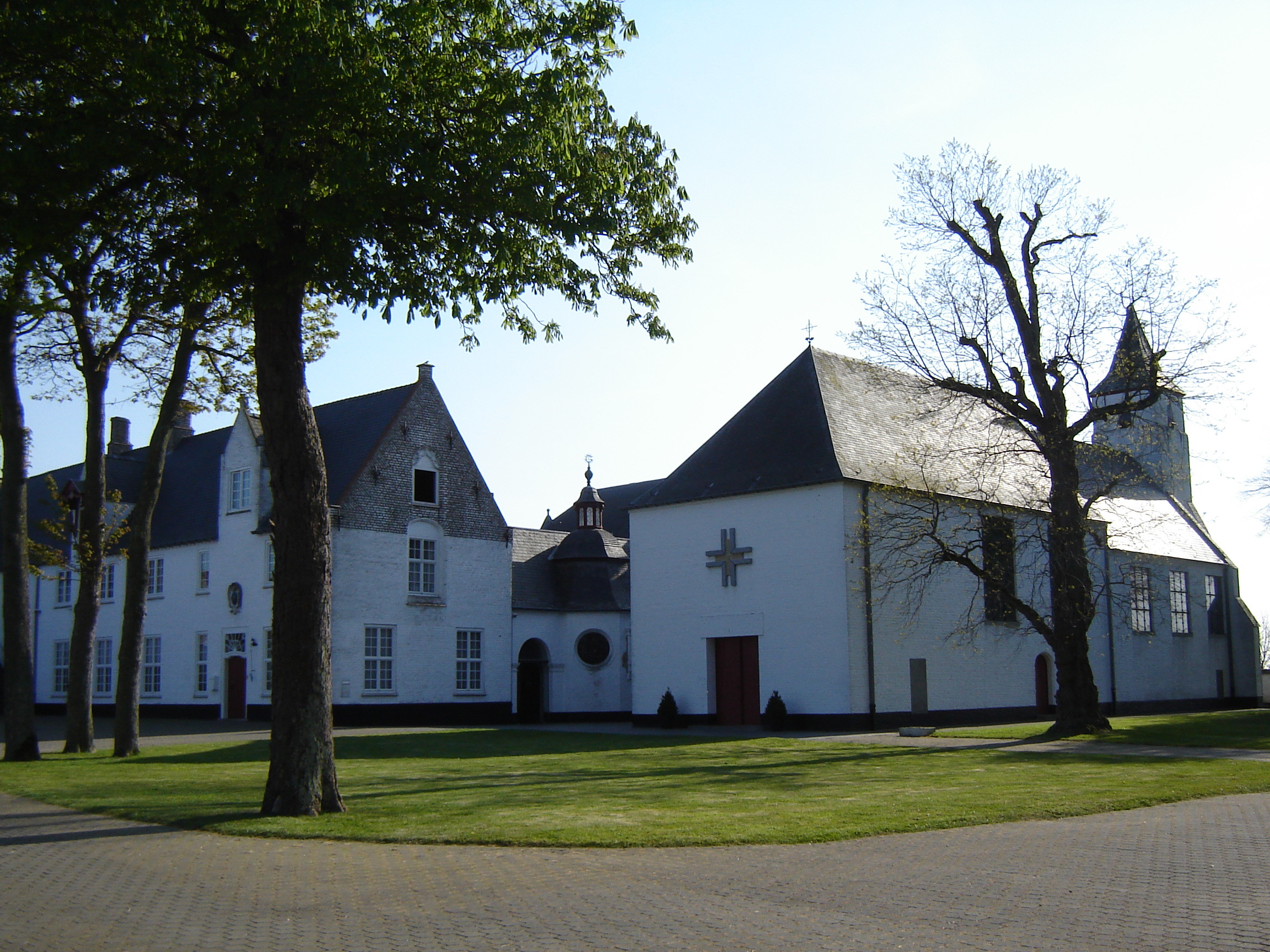
Abtei Ten Putte innerhalb der Mauern

Die Abtei wurde im 12. Jahrhundert zwischen 1137 und 1171 gestiftet. Einzelne auf Latein und Mittelniederländisch verfasste Lebensbeschreibungen Godelevas, nennen Edith, die Tochter von Godelevas Mann und seiner zweiten Frau, als Stifterin und erste Äbtissin des Benediktinerinnenklosters, nachdem sie durch Godelevas Wundertätigkeit von ihrer Blindheit geheilt worden war.
In der Zeit der Religionskriege wurde die Abtei am 12. Oktober 1578 von den Geusen angegriffen und verwüstet. Allein der Turm aus dem 14. Jahrhundert blieb erhalten. Die Schwestern ließen sich schließlich in Brügge nieder, wo sie 1623 eine neue Abtei errichteten. 
Die 1614–15 wieder aufgebaute Kirche wurde ein vielbesuchter Wallfahrtsort. Am 2. Juli 1891 kamen elf Schwestern aus Brügge nach Ten Putte zurück. Die neuen Abteigebäude waren nach Plänen des Genter Barons Jean-Baptiste de Béthune, einem berühmten Architekten der Neugotik, ausgeführt und von Johan Joseph Faict, dem Bischof von Brügge, geweiht worden.